# Sulejman Pačariz
Sulejman Hafiz Pačariz (1900 — 1945) je bio islamski sveštenik i komandant odreda Muslimanske milicije Sandžaka u Hisardžiku (Prijepolje u Srbiji) tokom Drugog svetskog rata. Kada je Nemački Rajh preuzeo kontrolu nad Sandžakom 1943 Pačariz je bio postavljen za komandanta Legije Krempler. Odred Muslimanske milicije pod njegovom kontrolom je bio poznat kao Pačarizovci. Komandovao je odredom navodno jašući crnog konja. Uhapšen je 1945 godine, osuđen na smrt zbog krivice za masakre civila i streljan kao ratni zločinac.

## Drugi svetski rat

### Sa Ustašama
Na početku drugog svetskog rata u Jugoslaviji Ustaše su okupirale Sandžak i pripojile ga ND Hrvatskoj i osnovale Muslimansku miliciju Sandžaka a Pačariza i više drugih viđenijih Muslimana postavile na plaćene pozicije komandanata pojedinih lokalnih odreda. U startu su im dodeljeni činovi majora i angažovani u akcijama usmerenim protiv Srpskog stanovništva. Do septembra 1941 Ustaše su predale kontrolu nad Sandžakom Italijanima.

### Sa Italijanskim fašistima
Krajem jeseni crnogorski komunisti su pregovarali sa Pačarizom ali nisu uspeli da ga ubede da se pridruži partizanima. Pačariz je u svoj odred mobilisao muslimane iz Prijepolja, na desnoj obali Lima i u bivšim opštinama Velika Župa i Seljašnica. Njegov odred su inicijalno naoružale Ustaše a zatim Italijani. Pačariz je često prijavljivao veći broj milicionera pod svojom komandom i za sebe zadržavao njihove mesečne plate koje su dobijali od Italijana.
Polovinom novembra 1941 odred od oko 40 vojnika četničkog odreda JVuO iz Kosatice je pokušao da razoruža odred Muslimanske milicije pod komandom Pačariza. Milicioneri su odbili da predaju oružje i u okršaju koju je usledio dva milicionera su poginula a jedan četnik je bio ranjen. Za osvetu su Pačarizovci napali deo mesta Kosatica naseljen Srbima, zarobili, mučili i ubili 7 Srba iz Kosatice.

#### Bitka za Sjenicu
Snage Muslimanske milicije iz Hisardžika pod komandom Pačariza su 22 decembra 1941 zajedno sa odredom Muslimanske milicije iz Sjenice uspešno odbile napad Partizana koji su pokušali da zauzmu Sjenicu. U ovoj bici je bilo zarobljeno 7 partizana koje je Pačariz povremeno posećivao u zatvoru u Sjenici. U februaru 1942 komanda italijanskih snaga u Prijepolju je naredila Pačarizu da ide u Sjenicu i dovede 18 zarobljenih partizana zarobljenih 22. decembra 1941. Italijani su nameravali da razmene zarobljene partizane za zarobljene Italijanske vojnike. Pačariz je sproveo 13 partizana do Prijepolja ostavljajući 5 ranjenih partizana u Sjenici. Svi partizani koje je Pačariz doveo Italijanima su streljani u Purića potoku ispod Srijeteža.
Pačariz je osnovao takozvani leteći vod od svojih najlojalnijih ljudi. Upotrebljavao ih je da prisilno mobiliše ljude i da prisiljava bogatije muslimane da kupuju oružje od njega. Oni koji bi mu se suprotstavili bili su brutalno pretučeni i terorisani. Zajedno sa ostalim komandirima Muslimanske milicije Sandžaka, učestvovao je na konferenciji u Godijevu i složio se sa planom napada na Srpska sela u blizini Sjenice i ostalim delovima Sandžaka.

### Sa Nemačkim nacistima
Kada je bio postavljen na poziciju Höhere SS-und Polizeiführer Sandschak (visoki SS i policijski lider Sandžaka) u septembru 1943, Karl von Krempler je bio poznat kao "princ Sandžaka" nakon relativno uspešnog formiranja SS Polizei-Selbstschutz-Regiment Sandschak. U oktobru je otišao u Sandžak i preuzeo kontrolu nad lokalnim dobrovoljačkim milicijama od oko 5.000 antisrba i antikomunista sa sedištem u Sjenici. Ova formacija je ponekad zbog toga nazivana Kampfgruppe Krempler ili "Muselmanengruppe von Krempler". Karl von Krempler je postavio Pačariza kao formalnog komandanta ove jedinice, ali je u suštini on ostao suštinski komandant jer je bio ključna osoba za obuku i obezbeđivanje nemačkog oružja i municiije.
Sulejman Pačariz se sa svojim trupama u novembru 1944. povukao u Sarajevo, gdje je SS Polizei-Selbstschutz-Regiment Sandschak stavljena pod komandu ustaškog generala Vjekoslava Maksa Luburića. Pačariz je unaprijeđen u čin ustaškog pukovnika.

## Smrt
Pačariz je zarobljen 1945 u blizini Banja Luke, osuđen je na smrt zbog ratnih zločina nad civilima i streljan je kao ratni zločinac.
Posvećena mu je jedna pesma. U čast Sulejmana Pačariza je jedna ulica u Sarajevu nazvana njegovim imenom.

## Spoljašnje veze
- KAKO JE ZAVRŠIO SULEJMAN-HODŽA PAČARIZ  Jedan od muslimanskih junaka Drugog svjetskog rata  Архивирано на веб-сајту  (27. април 2014) - The end of Sulejman-Hodža Pačariz, one of Muslim heroes during the Second World War, published in the Croatian language